# Saint-Martin-du-Mont (Côte-d’Or)
Saint-Martin-du-Mont ist eine französische Gemeinde mit 464 Einwohnern (Stand 1. Januar 2022) im Département Côte-d’Or in der Region Bourgogne-Franche-Comté. Sie gehört zum Arrondissement Dijon und zum Kanton Fontaine-lès-Dijon.

## Geographie
Saint-Martin-du-Mont wird umgeben von Vaux-Saules im Norden, von Val-Suzon im Osten, von Panges im Süden und von Turcey im Westen.

## Weblinks

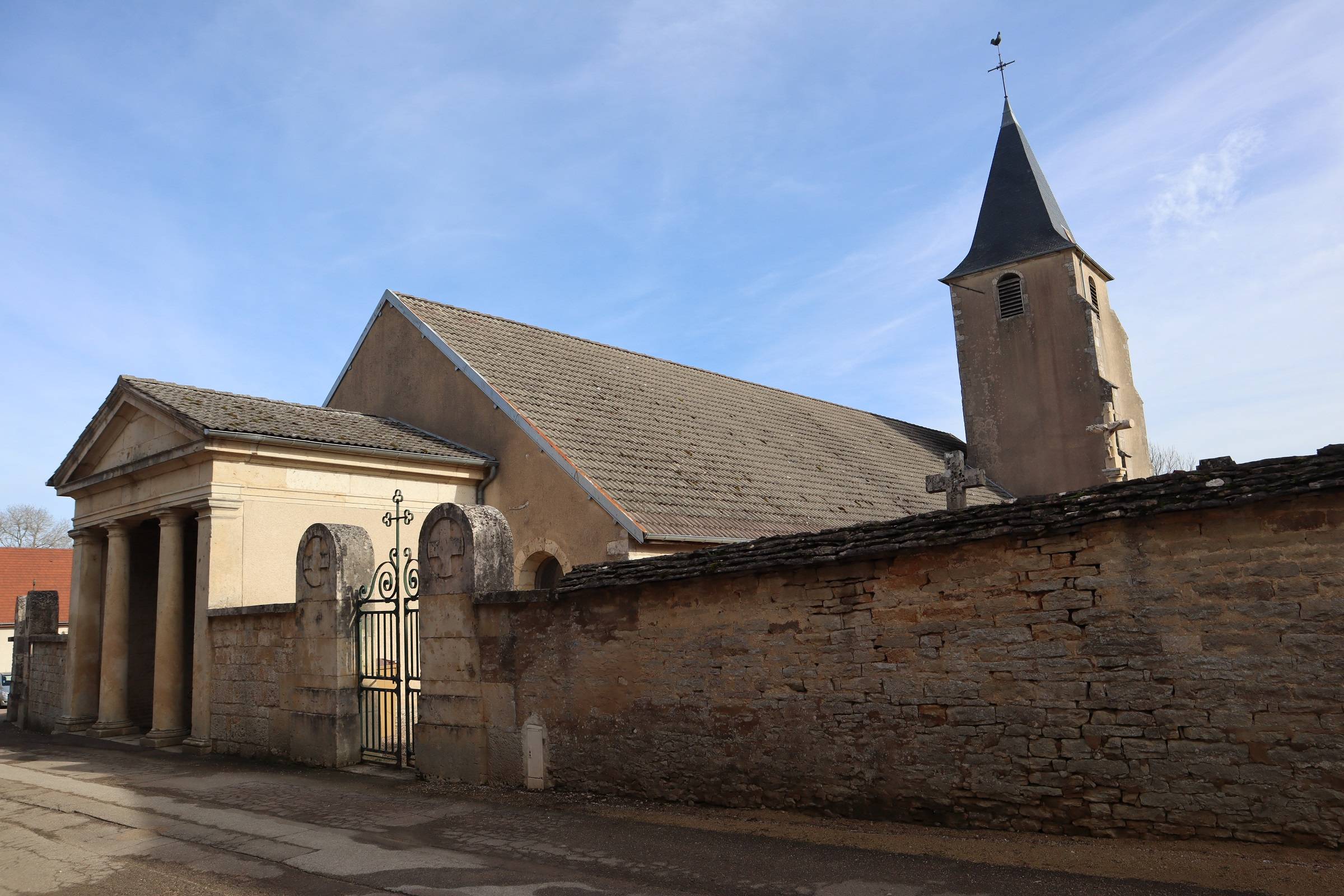
Kirche St-Martin

## Bevölkerungsentwicklung
| Jahr                       | 1962 | 1968 | 1975 | 1982 | 1990 | 1999 | 2008 | 2013 | 2019 |
| Einwohner                  | 304  | 305  | 262  | 285  | 332  | 354  | 440  | 450  | 453  |
| Quellen: Cassini und INSEE |      |      |      |      |      |      |      |      |      |